# دان جارفيس
دان جارفيس (بالإنجليزية: Dan Jarvis)‏ هو سياسي بريطاني، ولد في 30 نوفمبر 1972 في نوتنغهام في المملكة المتحدة. حزبياً، نشط في حزب العمال. في 2011 Barnsley Central by-election ‏، انتخب عضو برلمان المملكة المتحدة الـ55 عن دائرة بارنزلي الوسطى وقد انضم خلال فترته النيابية ‏ (4 مارس 2011 – 30 مارس 2015) للكتلة البرلمانية حزب العمال وفي الانتخابات العامة في المملكة المتحدة 2015، انتخب عضو برلمان المملكة المتحدة الـ56 عن دائرة بارنزلي الوسطى وقد انضم خلال فترته النيابية ‏ (8 مايو 2015 – 3 مايو 2017) للكتلة البرلمانية حزب العمال وفي الانتخابات التشريعية البريطانية 2017، انتخب عضو برلمان المملكة المتحدة الـ57 عن دائرة بارنزلي الوسطى وقد انضم خلال فترته النيابية ‏ (8 يونيو 2017 – ) للكتلة البرلمانية حزب العمال.

## وصلات خارجية
- الموقع الرسمي